# 巴格達省 (奧斯曼帝國)

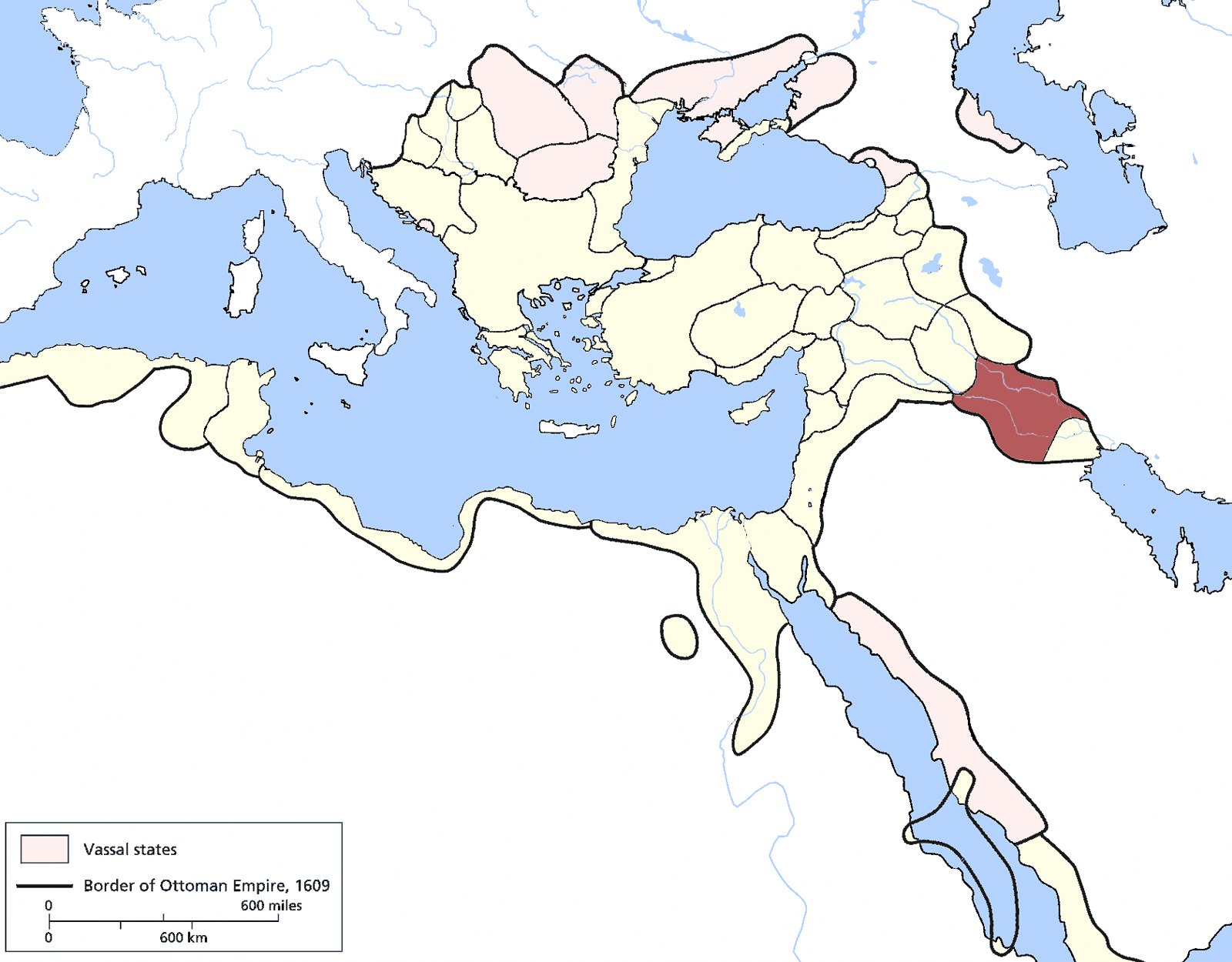
巴格達省

巴格達省，是16世紀時鄂圖曼帝國在伊拉克設立的行省，在19世紀時轄區面積有161,120公里。

## 歷史
薩非王朝國王伊斯梅爾一世於1508年從土庫曼族白羊王朝手中奪得巴格達後，大肆逼害遜尼派穆斯林，猶太人和基督徒，還破壞了遜尼派法學家阿布·哈尼法墓地。
在1534年，鄂圖曼帝國從薩非王朝奪得巴格達後在這里設置行省。在鄂圖曼帝國統治下一個世紀中，因與薩非王朝多次反覆爭奪，巴格達持續衰落，直到1639年祖哈布條約簽訂後才真正確立統治。在17世紀分為11個轄區。
巴格達也是當時中東一個大城市，在18世紀格魯吉亞人馬木路克在這里成立自治王國，巴格達也得以復興。在19世紀重歸鄂圖曼帝國直接統治。
在1907年巴格達人口185,000人。